# ديك يورك
ديك يورك (بالإنجليزية: Dick York) هو ممثل أمريكي، ولد في 4 سبتمبر عام 1928، في الولايات المتحدة، عرف بدور دارين ستيفنز في المسلسل التلفازي بيويتشد، وتوفي في 20 فبراير عام 1992 بسبب نفاخ رئوي.

## أعمال

### مسلسلات
- بيويتشد

## وصلات خارجية
- ديك يورك على موقع IMDb (الإنجليزية)
- ديك يورك على موقع ألو سيني (الفرنسية)
- ديك يورك على موقع تيرنر كلاسيك موفيز (الإنجليزية)
- ديك يورك على موقع أول موفي (الإنجليزية)
- ديك يورك على موقع قاعدة بيانات برودواي على الإنترنت (الإنجليزية)
- ديك يورك على موقع قاعدة بيانات الأفلام السويدية (السويدية)
- ديك يورك على موقع إن إن دي بي (الإنجليزية)
- ديك يورك على موقع قاعدة بيانات الفيلم (الإنجليزية)
- ديك يورك على موقع كينوبويسك (الروسية)